# Mallotus grossedentatus
Mallotus grossedentatus là một loài thực vật có hoa trong họ Đại kích. Loài này được Merr. & Chun mô tả khoa học đầu tiên năm 1940.